# Prumnopitys exigua
Prumnopitys exigua är en barrträdart som beskrevs av De Laub. och John Silba. Prumnopitys exigua ingår i släktet Prumnopitys och familjen Podocarpaceae. IUCN kategoriserar arten globalt som otillräckligt studerad. Inga underarter finns listade i Catalogue of Life.